# Sornfelli
De Sornfelli is een berg(plateau) op de Faeröer. Hij is 749 meter hoog en ligt in het zuiden van het eiland Streymoy, op 12 kilometer van de stad Tórshavn.
Op de top van de berg staat een meteorologisch station, dat werd gebouwd in november 1999. De volgende metingen komen uit 2000:
- Temperatuur van de lucht: 1,7°C
- Gemiddelde koudste maand: april (met -2,2°C)
- Gemiddelde warmste maand: augustus (met 6,5°C)
- Gemiddelde jaarlijkse temperatuur: 2,2°C